# British Linen Bank (Crieff)

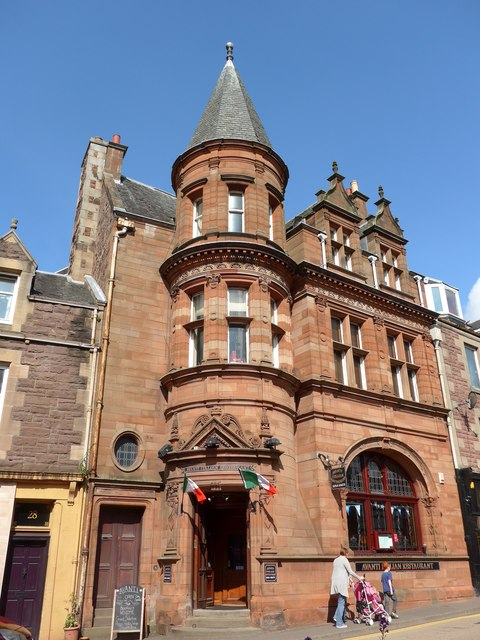
British Linen Bank in Crieff

Die British Linen Bank in Crieff ist ein Wohn- und Geschäftsgebäude in der schottischen Ortschaft Crieff in der Council Area Perth and Kinross. 1971 wurde das Bauwerk in die schottischen Denkmallisten in der höchsten Denkmalkategorie A aufgenommen.

## Beschreibung
Das Gebäude wurde im Jahre 1900 für die British Linen Bank erbaut. Für den Entwurf zeichnet der schottische Architekt George Washington Browne verantwortlich. Der rote Sandstein zum Bau stammt aus Dumfriesshire. Heute wird das Erdgeschoss als Restaurant genutzt. Darüber befinden sich Wohnräume.
Das dreistöckige Wohn- und Geschäftshaus steht an der High Street (A85) im Zentrum von Crieff. Seine südexponierte Hauptfassade ist asymmetrisch aufgebaut und drei Achsen weit. Links tritt ein markanter gerundeter Turm heraus, an dessen Fuße eine kurze Vortreppe zu der zweiflügligen Eingangstüre führt. Darüber sind ein sechsteiliges Fenster mit steinernen Fensterpfosten und ein Drillingsfenster eingelassen. Der Turm schließt mit einem polygonalen Helm mit aufsitzender Kugel. Rechts des Turms zieht sich ein weites sechsteiliges Fenster mit dekorativer Verglasung mit schließendem gedrücktem Rundbogen mit Schlussstein entlang der Fassade. Im Obergeschoss finden sich zwei Zwillingsfenster, darüber zwei Lukarnen. Zwischen erstem und zweitem Obergeschoss verlaufen ein ornamentierter Fries und ein Gurtgesims mit Zahnschnitt. Das Dach ist mit grauem Schiefer ein gedeckt.